# Sam Rockwell
Sam Rockwell (n. 5 noiembrie 1968, Daly City⁠(d), California, SUA) este un actor american. El este cunoscut pentru rolurile din The Green Mile, Matchstick Men, The Hitchhiker's Guide to the Galaxy și The Assassination of Jesse James by the Coward Robert Ford.
Pentru rolul său ca adjunct de șef de poliție tulburat, din drama Trei panouri publicitare lângă Ebbing, Missouri (2017), Rockwell a câștigat Premiul Oscar pentru cel mai bun actor, precum și numeroase alte premii, inclusiv un Premiu BAFTA, un Glob de Aur și două Premiii ale Sindicatului Actorilor.

## Viața timpurie și educație
Rockwell s-a născut în Daly City, California, ca fiu al doi actori care au divorțat când el avea cinci ani. El a fost crescut de tatăl său, Pete Rockwell, în San Francisco, în timp ce mama lui, Penny Hess, a trăit în New York (și-a petrecut vacanțele de vară cu ei).
A urmat cursurile Școlii de Arte din San Francisco sub îndrumarea lui Margaret Cho și Aisha Tyler, dar a renunțat înainte de absolvire Dupa ce a apărut într-un film independent în ultimul an, a absolvit facultatea și s-a mutat la New York pentru o carieră de actor.